# Mickey Smith
Mickey Smith est un personnage fictif de la série télévisée Doctor Who.

## Présentation
Mickey Smith est le petit ami de Rose Tyler. C'est un personnage récurrent et il évolue au fur et à mesure de ses apparitions.

## Caractère
Mickey Smith apparaît tout d'abord comme assez irresponsable. Apparemment sans emploi, sa petite histoire d'amour avec Rose ne semble pas très concluante puisque celle-ci n'hésite pas à l'abandonner pour aller vivre une vie d'aventure avec le Docteur.
Cependant, il semblerait que l'amour de Mickey pour Rose soit plus fort qu'au premier abord puisque lorsqu'elle revient à son époque, dans l'épisode L'Humanité en péril, on apprend que Mickey l'a recherchée activement. Sa débrouillardise, qui semblait lui faire défaut dans le premier épisode, lui a même permis de retrouver la trace de différentes apparitions du Docteur au cours des siècles.
À la fin de l'épisode Troisième Guerre mondiale, même le Docteur reconnaît son efficacité puisqu'il lui propose de venir avec lui et Rose Tyler dans le TARDIS. Mais Mickey refuse, disant qu'il n'est pas capable d'assumer autant d'aventures.
Dans la saison 2, il décide d'accompagner Rose et le Docteur dans leurs aventures à partir de l'épisode L'École des retrouvailles car il est jaloux de leur relation. Étant souvent mis de côté, il décide, dans l'épisode Le Règne des Cybermen, deuxième partie, de rester dans l'univers alternatif où il se sent plus à sa place. Déchirée, Rose accepte de partir sans lui, sachant qu'elle ne le reverra jamais.
Cependant, il revient dans l'épisode L'Armée des ombres comme un membre du Torchwood de l'autre univers ayant infiltré celui de notre univers. En fait, il a suivi la trace de Cybermen de son univers, qui se sont échappés et tentent de coloniser la Terre. Après avoir sauvé notre humanité, il repart dans l'autre univers accompagné de Rose et Jackie Tyler.
Mickey Smith réapparaît également dans l'épisode de la saison 4 La fin du voyage en compagnie de Jackie Tyler alors qu'ils sont à la recherche de sa fille, Rose Tyler. À la fin de cet épisode, après avoir annoncé au Docteur la mort de sa grand-mère, lui avoir fait ses adieux, et lui avoir promis de l'étonner, on voit Mickey rejoindre l'ancienne compagne du Docteur Martha Jones et le capitaine Jack Harkness marchant main dans la main en s'éloignant du TARDIS.
Le dernier épisode dans lequel il apparaît, La Prophétie de Noël, nous permet d'apprendre qu'il a finalement épousé Martha Jones et qu'ils se sont tous les deux lancés en indépendants, comme le dit Martha, alors que le Docteur les sauve d'un Sontarien.
Un webisode spécial diffusé en 2020 révèle que Mickey et Martha sont les parents d'un garçon nommé August.

## Liste des apparitions

### Saison 1 (2005)
- Rose
- L'Humanité en péril / Troisième Guerre mondiale
- Fêtes des pères (enfant, joué par Casey Dyer)
- L'Explosion de Cardiff
- À la croisée des chemins

### Saison 2 (2006)
- L'Invasion de Noël
- Une nouvelle Terre
- L'École des retrouvailles
- La Cheminée des temps
- Le Règne des Cybermen
- L'Armée des ombres / Adieu Rose

### Saison 4 (2008)
- La Fin du voyage

### Épisode spécial (2009/2010)
- La Prophétie de Noël